# ادگار آگیلرا
ادگار آگیلرا (انگلیسی: Edgar Aguilera؛ زادهٔ ۲۸ ژوئیهٔ ۱۹۷۵) یک بازیکن فوتبال اهل پاراگوئه است.
وی همچنین در تیم ملی فوتبال پاراگوئه بازی کرده‌است.